# Muscle car

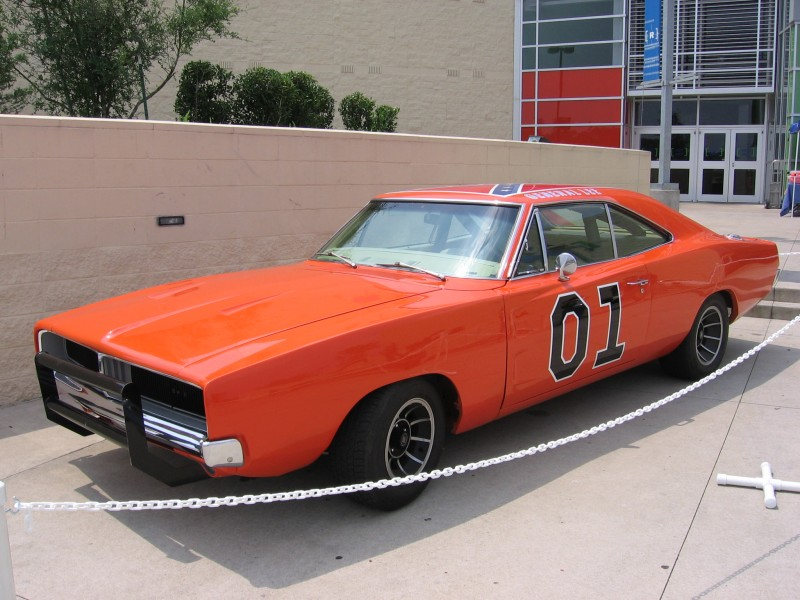
General Lee, de Dodge Charger uit 1969 van de televisieserie The Dukes of Hazzard.

Een muscle car is een autotype gericht op prestaties. De term verwijst naar Amerikaanse, Australische en Zuid-Afrikaanse automodellen met een grote cilinderinhoud. Klassieke muscle cars werden in de VS tussen 1964 en 1973 gemaakt, en in Australië tussen 1968 en 1976.

## Definitie
Met een muscle car wordt gewoonlijk een achterwielaangedreven middenklasser bedoeld met een V8-motor met grote cilinderinhoud en speciale uitrusting om een maximaal vermogen te halen.

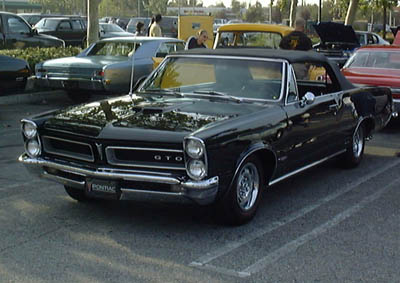
Pontiac GTO uit 1965

## Oorsprong
De focus op prestatiegerichte auto's kwam bij de Amerikaanse autobouwers naar boven in de jaren '50. Een van de voorouders was bijvoorbeeld de Chrysler 300 uit 1955, een groot luxemodel met een krachtige motor. In 1957 verscheen de Rambler Rebel, een middenklasser met een grote V8-motor voor een normale prijs. In de jaren 60 bleef de populariteit van dit soort auto's groeien. In 1964 was de Pontiac Tempest bijvoorbeeld nog te verkrijgen met een GTO-optiepakket voor
verhoogde prestaties. In 1966 werd dat pakket als Pontiac GTO een apart model. De Plymouth Sport Fury echter wordt vaak gezien als de eerste echte muscle car.

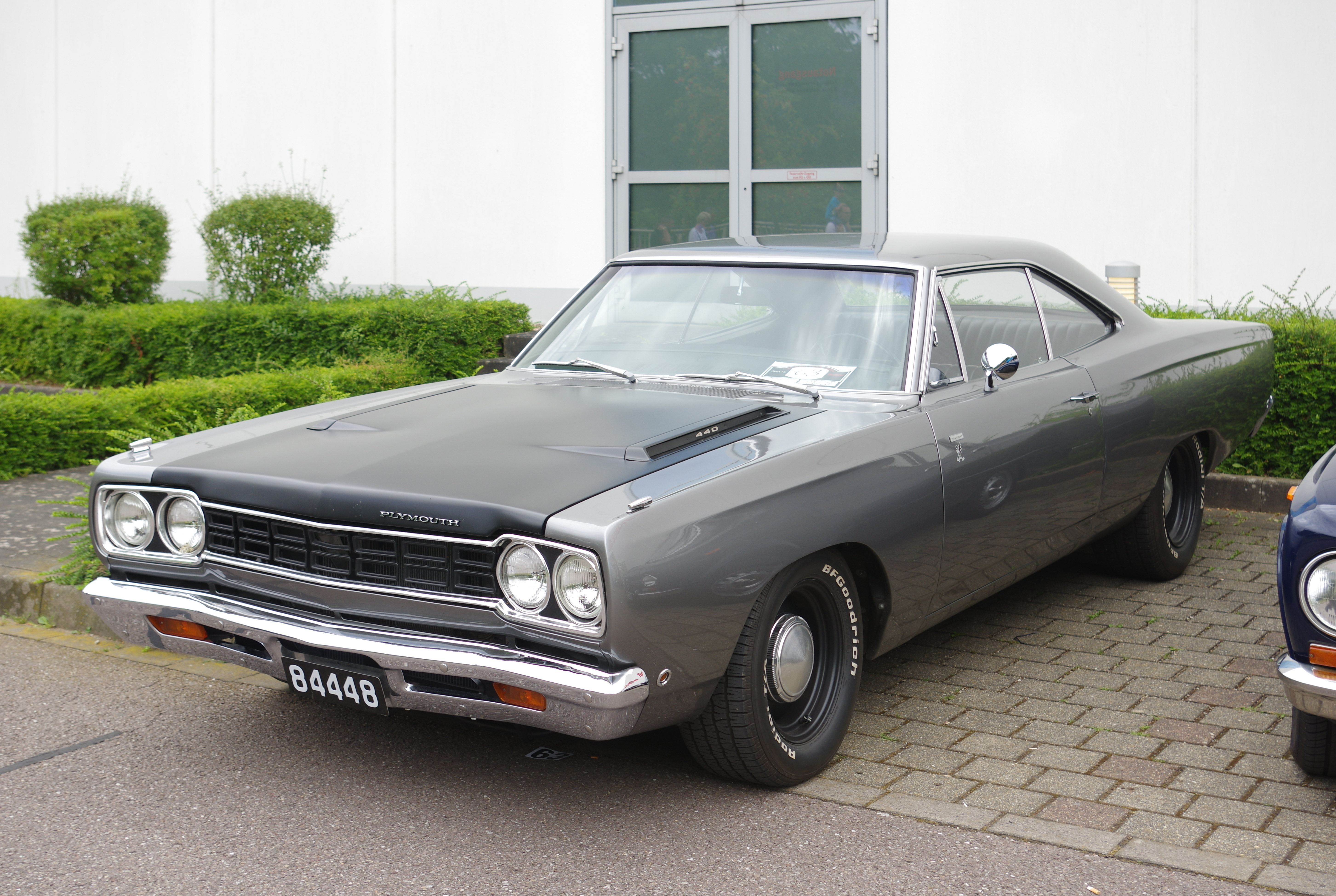
Plymouth Road Runner uit 1968.

## Hoogtepunt
Tijdens de jaren 60 werden de muscle cars steeds groter en zwaarder met extra uitrusting. Om niet aan prestaties in te boeten werden ook de motoren steeds groter en krachtiger. Uiteindelijk verschenen aan het einde van het decennium goedkope varianten zonder extra uitrusting als de Dodge Super Bee en de Plymouth Road Runner. Het vermogen van muscle cars piekte in 1970 toen sommige modellen tot 450 pk hadden. Intussen begonnen deze modellen ook kritiek te krijgen. Onder andere omdat het onverantwoord zou zijn om dergelijke krachtige auto's op de gewone markt te verkopen, zeker als ze gericht waren op een jong publiek. Ook vormden de magere wegligging en de beperkingen van de remmen en de banden een probleem. De verzekeringsmaatschappijen antwoordden op die kritiek met verhoogde premies waardoor de muscle cars buiten het budget van de doelgroep begonnen te vallen. Ook begon in die periode de uitstoot van auto's de aandacht te trekken. In de jaren '70 verlegde de focus van de autobouwers zich daarom van prestaties naar zuinigheid, zeker nadat de prijzen van brandstof stegen na de oliecrisis van 1973.

## Het einde
Het gevolg van al deze zaken was dat de markt voor muscle cars begon te krimpen. Het vermogen van auto's begon te dalen en de zeer krachtige motoren werden niet langer ingebouwd. Ook het aantal beschikbare modellen daalde en de modellen die overbleven werden meer als luxe-auto verkocht. Een van de laatst overgebleven muscle cars was de Pontiac Trans Am SD455 uit 1973. Het model werd door het automagazine Car and Driver uitgeroepen als de laatste van de snellen. Na 1974 ging ook het vermogen van dit model naar beneden. In de jaren '80 kwam er weer meer aandacht voor prestatie-auto's, maar de goedkope muscle car kwam niet meer terug. Muscle cars die de tand des tijds hebben weerstaan zijn vandaag de dag dure collectie-items geworden.

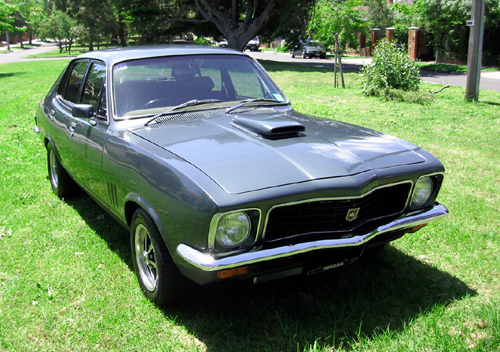
Holden Torana uit 1971.

## Australië
Ook in Australië kwam in de periode rond 1970 de muscle car op. De drie grote autobouwers in het land, Holden, Ford Australië en Chrysler Australië, ontwikkelden die eerst voor de racerij. De reglementen stelden dat minstens 200 exemplaren van een automodel aan het publiek verkocht moesten zijn alvorens met het model kon worden deelgenomen. De Ford XR Falcon uit 1968 wordt gezien als de eerste Australische muscle car. Dat model evolueerde verder, waarbij het steeds krachtiger werd, tot de Falcon GTHO Phase III uit 1971 die toentertijd beschouwd werd als de meest aantrekkelijke. Tegenwoordig is vooral de Ford Mustang uit 1969/1970 een favoriet onder muscle car liefhebbers. Fords concurrent Holden bouwde intussen de Holden Monaro en de Holden Torana met V8-motorblokken van Chevrolet. Chrysler bouwde van 1971 tot 1973 de R/T Valiant Charger met daarin hun bekende Hemi-V8. Het merk stopte al in 1974 met het bouwen van muscle cars. Het tijdperk van de muscle car eindigde in Australië toen in 1976 emissienormen van kracht werden. Ook in Zuid-Afrika zijn een tijd lang muscle cars verkocht toen Holden en Ford die naar daar exporteerden.

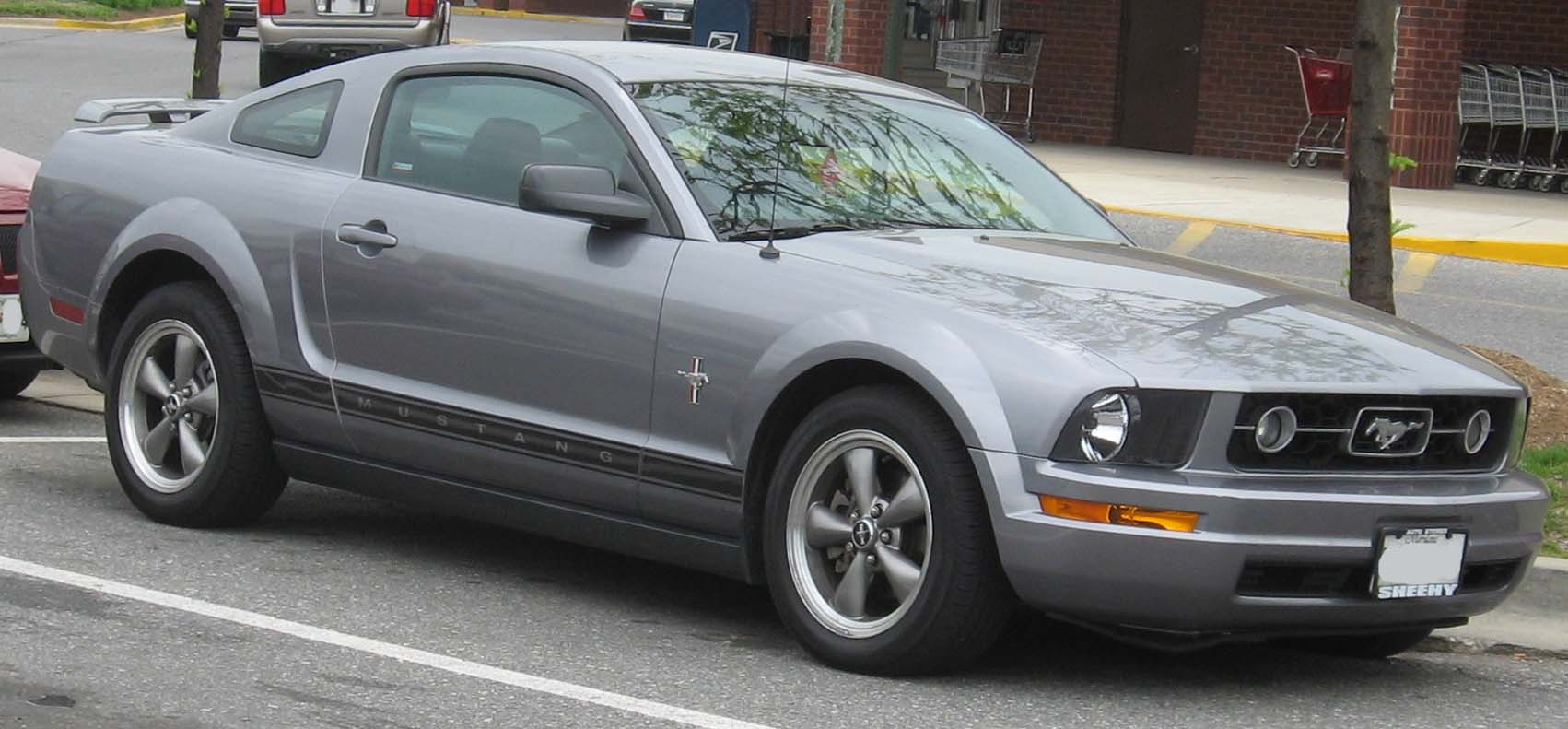
Ford Mustang uit 2006-2007.

## Recent
In de Verenigde Staten zijn recent weer enkele muscle cars opgedoken. Zo werd tussen 1994 en 1996 een gelimiteerde Impale SS-prestatieversie met 5,7 liter V8 van de Chevrolet Caprice gebouwd die zeer populair bleek. In 2000 werd dezelfde naam gebruikt voor een Chevrolet Impala met zwaardere of turbogeladen motor. In 2004 werd de Pontiac GTO geherintroduceerd en tot en met 2006 verkocht. Het ging in feite om de uit Australië geïmporteerde Holden Monaro. Nog recenter zijn de retroversies van muscle cars zoals de nieuwe Ford Mustang uit 2005, de nieuwe Dodge Charger uit 2006 en de nieuwe Dodge Challenger uit 2008/2009, die laatste twee ook met nieuwe Hemi-motoren. De hernieuwe populariteit van dit type auto heeft ook de prijzen van de klassiekers beïnvloed. Voor de zeldzaamste modellen wordt - afhankelijk van de conditie en originaliteit - tot 400.000 Euro betaald.
Ook de Hummer en Mazda MX-5 worden weleens als muscle car beschouwd.